# 明朝侯爵列表
明朝的异姓封爵为：公、侯、伯，凡三等，以封功臣及外戚，皆有流有世。功臣則給鐵券，封號四等：佐太祖定天下者，曰開國輔運推誠；從成祖起兵，曰奉天靖難推誠；餘曰奉天翊運推誠，曰奉天翊衞推誠。武臣曰宣力武臣，文臣曰守正文臣。
下面列出明朝受封侯爵的功臣及外戚。部分侯爵死后追赠郡王和公侯，见本表“谥号”栏。明朝建立前，追赠郡公的死难功臣，另见明朝郡公、郡侯、郡伯、縣子、縣男列表。部分侯爵、伯爵死后追赠公爵，见明朝公爵列表、明朝伯爵列表的“谥号”栏，本表不再赘列。

## 太祖始封

### 江夏侯
| 大明江夏侯（1370年—1392年） |        |        |      |                  |                          |          |
| 傳位                        | 諡號   | 姓名   | 年數 | 在位時間（公历） | 在位時間（夏历）         | 备注     |
| 第1代                       | 江夏侯 | 周德兴 | 22年 | 1370年 －1392年  | 洪武三年 － 洪武二十五年 | 因罪爵除 |

### 永城侯
| 大明永城侯（1370年—1387年） |            |      |      |                  |                          |            |
| 傳位                        | 諡號       | 姓名 | 年數 | 在位時間（公历） | 在位時間（夏历）         | 备注       |
| 第1代                       | 桓襄永城侯 | 薛显 | 17年 | 1370年 －1387年  | 洪武三年 － 洪武二十年冬 | 追贈永國公 |

### 南雄侯
| 大明南雄侯（1370年—1387年） |        |      |      |                  |                        |                        |
| 傳位                        | 諡號   | 姓名 | 年數 | 在位時間（公历） | 在位時間（夏历）       | 备注                   |
| 第1代                       | 南雄侯 | 赵庸 | 17年 | 1370年 －1387年  | 洪武三年 － 洪武二十年 | 因胡惟庸案受牵连而被杀 |

### 汝南侯
| 大明汝南侯（1370年—1390年） |        |        |      |                  |                           |                          |
| 傳位                        | 諡號   | 姓名   | 年數 | 在位時間（公历） | 在位時間（夏历）          | 备注                     |
| 第1代                       | 汝南侯 | 梅思祖 | 12年 | 1370年 －1382年  | 洪武三年 － 洪武十五年    | 贈永國公                 |
| 第2代                       | 汝南侯 | 梅義   | 8年  | 1382年 － 1390年 | 洪武十五年－ 洪武二十三年 | 因胡惟庸案連坐，全家被滅 |

### 巩昌侯
| 大明巩昌侯（1370年—1383年） |            |                |      |                  |                        |            |
| 傳位                        | 諡號       | 姓名           | 年數 | 在位時間（公历） | 在位時間（夏历）       | 备注       |
| 第1代                       | 宣武巩昌侯 | 郭兴，一名子興 | 13年 | 1370年 －1383年  | 洪武三年 － 洪武十六年 | 追贈陝國公 |

### 武定侯
| 大明武定侯（1381年—1644年） |            |        |      |                  |                              |                                        |
| 傳位                        | 諡號       | 姓名   | 年數 | 在位時間（公历） | 在位時間（夏历）             | 备注                                   |
| 第1代                       | 威襄武定侯 | 郭英   | 22年 | 1381年 －1403年  | 洪武十四年 － 永乐元年       | 追贈營國公                             |
| 第2代                       | 武定侯     | 郭铭   |      |                  |                              | 追封武定侯                             |
| 第3代                       | 武定侯     | 郭玹   | 24年 | 1424年 －1447年  | 永乐二十二年 － 正统十二年   |                                        |
| 第4代                       | 武定侯     | 郭昌   |      | 1452年－？年     | 天顺三年 － ？年             |                                        |
| 第5代                       | 武定侯     | 郭良   | 6年  | 1502年 －1507年  | 弘治十五年 － 正德二年       |                                        |
| 第6代                       | 武定侯     | 郭勛   | 34年 | 1508年－1541年   | 正德三年 － 嘉靖二十年       | 後下罪，死于狱中。進勛翊國公，加太師。 |
| 第7代                       | 武定侯     | 郭守乾 | 11年 | 1550年 －1560年  | 嘉靖二十九年 － 嘉靖三十九年 |                                        |
| 第8代                       | 武定侯     | 郭大诚 | 52年 | 1565年 －1616年  | 嘉靖四十四年 － 万历四十四年 |                                        |
| 第9代                       | 武定侯     | 郭应麒 | 1年  | 1617年 －1617年  | 万历四十五年 － 万历四十五年 |                                        |
| 第9代                       | 武定侯     | 郭应麟 | 22年 | 1617年 －1628年  | 万历四十五年 － 崇祯元年     |                                        |
| 第10代                      | 武定侯     | 郭培民 |      | ？年 －1644年    | 崇祯初年 － 崇祯十七年       |                                        |

### 江阴侯
| 大明江阴侯（1370年—1411年） |            |                |      |                  |                        | |
| 傳位                        | 諡號       | 姓名           | 年數 | 在位時間（公历） | 在位時間（夏历）       | 备注 |
| 第1代                       | 襄烈江阴侯 | 吴良，初名國興 | 11年 | 1370年 －1381年  | 洪武三年 － 洪武十四年 | 追贈江國公。 |
| 第1代                       | 江阴侯     | 吴高           | 30年 | 1381年 －1411年  | 洪武十四年 － 永樂八年 | 永樂八年，帝北征班師，高稱疾不朝，被劾，廢為庶人，奪券。洪熙元年，帝見高名，曰：「高往年多行無禮，其謫戍海南。」高已死，徙其家，會赦得釋。宣德十年，子升乞嗣，不許。 |

### 靖海侯
| 大明靖海侯（1370年—1379年） |            |                |      |                  |                        |            |
| 傳位                        | 諡號       | 姓名           | 年數 | 在位時間（公历） | 在位時間（夏历）       | 备注       |
| 第1代                       | 襄毅靖海侯 | 吴禎，初名國寶 | 9年  | 1370年 －1379年  | 洪武三年 － 洪武十二年 | 追贈海國公 |

### 平凉侯
| 大明平凉侯（1370年—1390年） |        |      |      |                  |                          |                                  |
| 傳位                        | 諡號   | 姓名 | 年數 | 在位時間（公历） | 在位時間（夏历）         | 备注                             |
| 第1代                       | 平凉侯 | 费聚 | 20年 | 1370年 －1390年  | 洪武三年 － 洪武二十三年 | 因李善長事而被连坐致死，爵位被除 |

### 臨江侯
| 大明臨江侯（1370年—1390年） |            |      |      |                  |                            |                                                                  |
| 傳位                        | 諡號       | 姓名 | 年數 | 在位時間（公历） | 在位時間（夏历）           | 备注                                                             |
| 第1代                       | 定襄臨江侯 | 陳德 | 8年  | 1370年 －1378年  | 洪武三年 － 洪武十一年     | 追贈杞國公。                                                     |
| 第2代                       | 臨江侯     | 陳鏞 | 12年 | 1378年 －1390年  | 洪武十一年 － 洪武二十三年 | 追坐德胡惟庸黨，詔書言其征西時有過，被鐫責，遂與惟庸通謀。爵除。 |

### 濟寧侯
| 大明濟寧侯（1370年—1390年） |            |      |      |                  |                            |                                    |
| 傳位                        | 諡號       | 姓名 | 年數 | 在位時間（公历） | 在位時間（夏历）           | 备注                               |
| 第1代                       | 襄靖濟寧侯 | 顧時 | 9年  | 1370年 －1379年  | 洪武三年 － 洪武十二年     | 追贈滕國公                         |
| 第2代                       | 濟寧侯     | 顧敬 | 11年 | 1379年 －1390年  | 洪武十二年 － 洪武二十三年 | 因牵扯胡惟庸案而被连坐处死。爵除。 |

### 淮安侯
| 大明淮安侯（1370年—1390年） |        |        |      |                  |                          |                      |
| 傳位                        | 諡號   | 姓名   | 年數 | 在位時間（公历） | 在位時間（夏历）         | 备注                 |
| 第1代                       | 淮安侯 | 華雲龍 | 4年  | 1370年 －1374年  | 洪武三年 － 洪武七年     |                      |
| 第2代                       | 淮安侯 | 華中   | 16年 | 1374年 －1390年  | 洪武七年 － 洪武二十三年 | 以胡惟庸黨論罪，爵除 |

### 長興侯
| 大明長興侯（1370年—1403年） |        |        |      |                  |                      |                  |
| 傳位                        | 諡號   | 姓名   | 年數 | 在位時間（公历） | 在位時間（夏历）     | 备注             |
| 第1代                       | 長興侯 | 耿炳文 | 33年 | 1370年 － 1403年 | 洪武三年 － 永樂元年 | 因被彈劾越制自殺 |

### 颖川侯
| 大明颖川侯（1370年—1394年） |        |        |      |                  |                          |          |
| 傳位                        | 諡號   | 姓名   | 年數 | 在位時間（公历） | 在位時間（夏历）         | 备注     |
| 第1代                       | 颖川侯 | 傅友德 | 24年 | 1370年 － 1394年 | 洪武三年 － 洪武二十七年 | 自殺爵除 |

### 宜春侯
| 大明宜春侯（1370年—1390年） |        |      |      |                  |                          |                            |
| 傳位                        | 諡號   | 姓名 | 年數 | 在位時間（公历） | 在位時間（夏历）         | 备注                       |
| 第1代                       | 宜春侯 | 黄彬 | 20年 | 1370年 － 1390年 | 洪武三年 － 洪武二十三年 | 因胡惟庸案受牵连而死，爵除 |

### 河南侯
| 大明河南侯（1370年—1390年） |        |      |      |                  |                          |                            |
| 傳位                        | 諡號   | 姓名 | 年數 | 在位時間（公历） | 在位時間（夏历）         | 备注                       |
| 第1代                       | 河南侯 | 陆聚 | 20年 | 1370年 － 1390年 | 洪武三年 － 洪武二十三年 | 因胡惟庸案受牵连而死，爵除 |

### 六安侯
| 大明六安侯（1370年—1390年） |            |      |      |                  |                            |                                  |
| 傳位                        | 諡號       | 姓名 | 年數 | 在位時間（公历） | 在位時間（夏历）           | 备注                             |
| 第1代                       | 襄簡六安侯 | 王志 | 16年 | 1370年 － 1386年 | 洪武三年 － 洪武十九年     | 追封許國公                       |
| 第2代                       | 六安侯     | 王威 | 4年  | 1386年 － 1390年 | 洪武十九年 － 洪武二十三年 | 因胡惟庸案連坐，降職安南衛指揮使 |

### 荥阳侯
| 大明荥阳侯（1370年—1390年） |        |        |      |                  |                          |                            |
| 傳位                        | 諡號   | 姓名   | 年數 | 在位時間（公历） | 在位時間（夏历）         | 备注                       |
| 第1代                       | 荥阳侯 | 郑遇春 | 20年 | 1370年 － 1390年 | 洪武三年 － 洪武二十三年 | 因胡惟庸案被连坐而死。爵除 |

### 安庆侯
| 大明安庆侯（1378年—1390年） |            |      |      |                  |                            |            |
| 傳位                        | 諡號       | 姓名 | 年數 | 在位時間（公历） | 在位時間（夏历）           | 备注       |
| 第1代                       | 莊襄安庆侯 | 仇成 | 10年 | 1378年 － 1388年 | 洪武十一年 － 洪武二十三年 | 追封皖國公 |

### 永昌侯
| 大明永昌侯（1379年—1388年） |        |      |      |                  |                            | |
| 傳位                        | 諡號   | 姓名 | 年數 | 在位時間（公历） | 在位時間（夏历）           | 备注 |
| 第1代                       | 永昌侯 | 蓝玉 | 9年  | 1379年 － 1388年 | 洪武十二年 － 洪武二十一年 | 洪武二十一年，朱元璋本欲封藍玉為梁國公，后因為聽到藍玉有逼姦元妃的劣迹，改梁為涼。洪武二十六年（1393年）二月，藍玉以「謀反罪」被處死，抄其家產，誅其三族，史稱「藍玉案」。 |

### 永平侯
| 大明永平侯（1379年—1394年） |        |      |      |                  |                            |                  |
| 傳位                        | 諡號   | 姓名 | 年數 | 在位時間（公历） | 在位時間（夏历）           | 备注             |
| 第1代                       | 永平侯 | 谢成 | 15年 | 1379年 － 1394年 | 洪武十二年 － 洪武二十七年 | 因蓝玉案连坐而死 |

### 凤翔侯
| 大明凤翔侯（1378年—1403年） |        |      |      |                  |                          |                        |
| 傳位                        | 諡號   | 姓名 | 年數 | 在位時間（公历） | 在位時間（夏历）         | 备注                   |
| 第1代                       | 凤翔侯 | 张龙 | 19年 | 1378年 － 1397年 | 洪武十一年 － 洪武三十年 |                        |
| 第2代                       | 凤翔侯 | 张杰 | 6年  | 1397年 － 1403年 | 洪武三十年 － 永樂初年   | 張龍孫。永樂初，失侯。 |

### 安陆侯
| 大明安陆侯（1379年—1383年） |            |      |      |                  |                          |            |
| 傳位                        | 諡號       | 姓名 | 年數 | 在位時間（公历） | 在位時間（夏历）         | 备注       |
| 第1代                       | 威毅安陆侯 | 吳復 | 4年  | 1379年 － 1383年 | 洪武十二年 － 洪武十六年 | 追認黔國公 |

### 宣德侯
| 大明宣德侯（1379年—1382年） |            |        |      |                  |                          |            |
| 傳位                        | 諡號       | 姓名   | 年數 | 在位時間（公历） | 在位時間（夏历）         | 备注       |
| 第1代                       | 武毅宣德侯 | 金朝兴 | 3年  | 1379年 － 1382年 | 洪武十二年 － 洪武十五年 | 追封沂國公 |

### 懷遠侯
| 大明懷遠侯（1379年—1393年） |        |                  |      |                  |                            |                            |
| 傳位                        | 諡號   | 姓名             | 年數 | 在位時間（公历） | 在位時間（夏历）           | 备注                       |
| 第1代                       | 懷遠侯 | 曹兴，又名曹興才 | 14年 | 1379年 － 1393年 | 洪武十二年 － 洪武二十六年 | 因为蓝玉案连坐而死。爵除。 |

### 靖寧侯
| 大明靖寧侯（1379年—1392年） |        |      |      |                  |                            |                                                                        |
| 傳位                        | 諡號   | 姓名 | 年數 | 在位時間（公历） | 在位時間（夏历）           | 备注                                                                   |
| 第1代                       | 靖寧侯 | 葉昇 | 13年 | 1379年 － 1392年 | 洪武十二年 － 洪武二十五年 | 因为胡惟庸案连坐而被诛杀。爵除。此后又因其家与蓝玉联姻，再次受到牵连。 |

### 景川侯
| 大明景川侯（1379年—1393年） |        |      |      |                  |                            |                                |
| 傳位                        | 諡號   | 姓名 | 年數 | 在位時間（公历） | 在位時間（夏历）           | 备注                           |
| 第1代                       | 景川侯 | 曹震 | 14年 | 1379年 － 1393年 | 洪武十二年 － 洪武二十六年 | 因为蓝玉案连坐而被诛杀。爵除。 |

### 會寧侯
| 大明會寧侯（1379年—1393年） |        |      |      |                  |                            |                                                                        |
| 傳位                        | 諡號   | 姓名 | 年數 | 在位時間（公历） | 在位時間（夏历）           | 备注                                                                   |
| 第1代                       | 會寧侯 | 張溫 | 14年 | 1379年 － 1393年 | 洪武十二年 － 洪武二十六年 | 因其僭用不属于该身份的居室器具，后获罪，并因蓝玉案连坐而被诛杀。爵除。 |

### 雄武侯
| 大明雄武侯（1379年—1390年） |            |      |      |                  |                            |            |
| 傳位                        | 諡號       | 姓名 | 年數 | 在位時間（公历） | 在位時間（夏历）           | 备注       |
| 第1代                       | 勇襄雄武侯 | 周武 | 11年 | 1379年 － 1390年 | 洪武十二年 － 洪武二十三年 | 赠汝國公。 |

### 定遠侯
| 大明定遠侯（1379年—1393年） |        |      |      |                  |                            |                      |
| 傳位                        | 諡號   | 姓名 | 年數 | 在位時間（公历） | 在位時間（夏历）           | 备注                 |
| 第1代                       | 定遠侯 | 王弼 | 14年 | 1379年 － 1393年 | 洪武十二年 － 洪武二十六年 | 因藍玉案賜死。爵除。 |

### 安遠侯
| 大明安遠侯 |        |      |      |                  |                  |            |
| 傳位       | 諡號   | 姓名 | 年數 | 在位時間（公历） | 在位時間（夏历） | 备注       |
| 第1代      | 安遠侯 | 王德 |      |                  |                  | 王弼之長子 |

### 西亭侯
| 大明西亭侯 |        |      |      |                  |                  |            |
| 傳位       | 諡號   | 姓名 | 年數 | 在位時間（公历） | 在位時間（夏历） | 备注       |
| 第1代      | 西亭侯 | 王政 |      |                  |                  | 王弼之次子 |

### 普定侯
| 大明普定侯（1384年—1393年） |        |      |      |                  |                            |                          |
| 傳位                        | 諡號   | 姓名 | 年數 | 在位時間（公历） | 在位時間（夏历）           | 备注                     |
| 第1代                       | 普定侯 | 陳桓 | 9年  | 1384年 － 1393年 | 洪武十七年 － 洪武二十六年 | 因藍玉案連坐而死。爵除。 |

### 東川侯
| 大明東川侯（1384年—1393年） |        |                |      |                  |                              |                          |
| 傳位                        | 諡號   | 姓名           | 年數 | 在位時間（公历） | 在位時間（夏历）             | 备注                     |
| 第1代                       | 東川侯 | 胡海           | 7年  | 1384年 － 1391年 | 洪武十七年 － 洪武二十四年   |                          |
| 第2代                       | 東川侯 | 胡玉，胡海次子 | 2年  | 1391年 － 1393年 | 洪武二十四年 － 洪武二十六年 | 因藍玉案連坐而死。爵除。 |

### 鶴慶侯
| 大明鶴慶侯（1384年—1393年） |        |      |      |                  |                            |                          |
| 傳位                        | 諡號   | 姓名 | 年數 | 在位時間（公历） | 在位時間（夏历）           | 备注                     |
| 第1代                       | 鶴慶侯 | 張翼 | 9年  | 1384年 － 1393年 | 洪武十七年 － 洪武二十六年 | 因藍玉案連坐而死。爵除。 |

### 崇山侯
| 大明崇山侯（1382年—1395年） |        |      |      |                  |                            |                          |
| 傳位                        | 諡號   | 姓名 | 年數 | 在位時間（公历） | 在位時間（夏历）           | 备注                     |
| 第1代                       | 崇山侯 | 李新 | 13年 | 1382年 － 1395年 | 洪武十五年 － 洪武二十八年 | 因藍玉案連坐而死。爵除。 |

### 航海侯
| 大明航海侯（？—1390年） |            |      |      |                  |                   |              |
| 傳位                    | 諡號       | 姓名 | 年數 | 在位時間（公历） | 在位時間（夏历）  | 备注         |
| 第1代                   | 庄簡航海侯 | 张赫 |      | ? － 1390年      | ？－ 洪武二十三年 | 追認恩國公。 |

### 舳艫侯
| 大明舳艫侯（1387年—1393年） |        |      |      |                  |                            |                          |
| 傳位                        | 諡號   | 姓名 | 年數 | 在位時間（公历） | 在位時間（夏历）           | 备注                     |
| 第1代                       | 舳艫侯 | 朱壽 | 6年  | 1387年 － 1393年 | 洪武二十年 － 洪武二十六年 | 因藍玉案連坐而死。爵除。 |

### 全寧侯
| 大明全寧侯（？—1393年） |        |      |      |                  |                   |                          |
| 傳位                    | 諡號   | 姓名 | 年數 | 在位時間（公历） | 在位時間（夏历）  | 备注                     |
| 第1代                   | 全寧侯 | 孫恪 |      | ？ － 1393年     | ？－ 洪武二十六年 | 因藍玉案連坐而死。爵除。 |

### 南安侯
| 大明南安侯（1370年—1389年） |        |        |      |                  |                          |                                            |
| 傳位                        | 諡號   | 姓名   | 年數 | 在位時間（公历） | 在位時間（夏历）         | 备注                                       |
| 第1代                       | 南安侯 | 俞通源 | 19年 | 1370年 － 1389年 | 洪武三年 － 洪武二十二年 | 逝世逾年，追論胡黨，以通源死，不問，爵除。 |

### 越巂侯
| 大明越巂侯（1392年—1400年） |        |                  |      |                  |                          | |
| 傳位                        | 諡號   | 姓名             | 年數 | 在位時間（公历） | 在位時間（夏历）         | 备注                                                                                                 |
| 第1代                       | 越巂侯 | 俞淵，亦称俞通淵 | 8年  | 1392年 － 1400年 | 洪武二十五年 － 建文二年 | 封爵次年因为蓝玉案而被剥爵位，并勒令返乡。建文元年恢复爵位，并率领大军征讨燕王朱棣，后在白溝河战死。 |

### 永定侯
| 大明永定侯（1390年—? ） |        |      |      |                  |                   |      |
| 傳位                    | 諡號   | 姓名 | 年數 | 在位時間（公历） | 在位時間（夏历）  | 备注 |
| 第1代                   | 永定侯 | 張銓 |      | 1390年 － ?      | 洪武二十三年 － ? |      |

### 西平侯
| 大明西平侯（1377年—明末） |            |      |      |                  |                          |                                                                |
| 傳位                      | 諡號       | 姓名 | 年數 | 在位時間（公历） | 在位時間（夏历）         | 备注                                                           |
| 第1代                     | 昭靖西平侯 | 沐英 | 15年 | 1377年 － 1392年 | 洪武十年 － 洪武二十五年 | 追封黔寧王。後代鎮守雲南直到明末。                             |
| 第2代                     | 惠襄西平侯 | 沐春 | 7年  | 1392年 － 1399年 | 洪武二十五年 － 建文元年 | 因无子，其弟沐晟继承爵位。                                     |
| 第3代                     | 忠敬西平侯 | 沐晟 | 39年 | 1399年 － 1438年 | 建文元年 － 正统四年     | 贈定遠王。                                                     |
|                           | 代西平侯   | 沐昂 | 6年  | 1438年 － 1444年 | 正统四年 － 正统十年     | 晟有子斌，字文輝，幼嗣公爵，居京師，而以昂代鎮。贈武襄定邊伯。 |
| 第4代                     | 榮康西平侯 | 沐斌 | 14年 | 1440年 － 1454年 | 正统五年 － 正统十四年   | 於明英宗正統五年1440年襲封黔國公。                             |

### 延安侯
| 大明延安侯（1370年—1390年） |        |        |      |                  |                          | |
| 傳位                        | 諡號   | 姓名   | 年數 | 在位時間（公历） | 在位時間（夏历）         | 备注                                                                                                 |
| 第1代                       | 延安侯 | 唐勝宗 | 20年 | 1370年 － 1390年 | 洪武三年 － 洪武二十三年 | 因擅自使用驿骑，被夺爵位，降为指挥。后因追捕代縣逆反，再次恢复爵位。後因胡惟庸案连坐，被诛杀。爵除。 |

### 吉安侯
| 大明吉安侯（1370年—1390年） |        |        |      |                  |                          |                                |
| 傳位                        | 諡號   | 姓名   | 年數 | 在位時間（公历） | 在位時間（夏历）         | 备注                           |
| 第1代                       | 吉安侯 | 陸仲亨 | 20年 | 1370年 － 1390年 | 洪武三年 － 洪武二十三年 | 因胡惟庸案连坐，被诛杀。爵除。 |

### 宣甯侯
| 大明宣甯侯（1370年—1393年） |            |        |      |                  |                          |                            |
| 傳位                        | 諡號       | 姓名   | 年數 | 在位時間（公历） | 在位時間（夏历）         | 备注                       |
| 第1代                       | 忠壯宣寧侯 | 曹良臣 | 2年  | 1370年 － 1372年 | 洪武三年 － 洪武五年     | 賜安國公。                 |
| 第2代                       | 宣甯侯     | 曹泰   | 21年 | 1372年－ 1393年  | 洪武五年 － 洪武二十六年 | 因藍案牽連，被诛杀。爵除。 |

### 東莞侯
| 大明東莞侯（? —1393年） |        |      |      |                  |                  |                      |
| 傳位                    | 諡號   | 姓名 | 年數 | 在位時間（公历） | 在位時間（夏历） | 备注                 |
| 第1代                   | 東莞侯 | 何榮 |      | ? － 1393年      | ? －洪武二十六年 | 因蓝玉案被诛。爵除。 |

### 營陽侯
| 大明營陽侯（1370年—1390年） |            |      |      |                  |                            |                                |
| 傳位                        | 諡號       | 姓名 | 年數 | 在位時間（公历） | 在位時間（夏历）           | 备注                           |
| 第1代                       | 武信營陽侯 | 楊璟 | 12年 | 1370年 － 1382年 | 洪武三年 － 洪武十五年     | 追封芮國公。                   |
| 第2代                       | 營陽侯     | 楊通 | 8年  | 1382年 － 1390年 | 洪武十五年 － 洪武二十三年 | 因胡惟庸案连坐，被诛杀。爵除。 |

### 金山侯
| 大明金山侯（1387年） |            |      |      |                  |                  |                                                      |
| 傳位                 | 諡號       | 姓名 | 年數 | 在位時間（公历） | 在位時間（夏历） | 备注                                                 |
| 第1代                | 忠襄金山侯 | 濮英 |      | 1387年           | 洪武二十年       | 濮璵之父。此乃追封之爵。洪武二十一年，又進贈樂浪公。 |

### 西涼侯
| 大明西涼侯（1388年—1393年） |        |      |      |                  |                              |                            |
| 傳位                        | 諡號   | 姓名 | 年數 | 在位時間（公历） | 在位時間（夏历）             | 备注                       |
| 第1代                       | 西涼侯 | 濮璵 | 5年  | 1388年 － 1393年 | 洪武二十一年 － 洪武二十六年 | 坐藍玉黨，戍五開死。爵除。 |

### 海西侯
| 大明海西侯（1387年—1388年） |        |        |      |                  |                            |                                  |
| 傳位                        | 諡號   | 姓名   | 年數 | 在位時間（公历） | 在位時間（夏历）           | 备注                             |
| 第1代                       | 海西侯 | 納哈出 | 1年  | 1387年 － 1388年 | 洪武二十年 － 洪武二十一年 | 蒙元降臣。子為察罕，改襲瀋陽侯。 |

### 瀋陽侯
| 大明瀋陽侯（1388年—1393年） |        |      |      |                  |                              |                                              |
| 傳位                        | 諡號   | 姓名 | 年數 | 在位時間（公历） | 在位時間（夏历）             | 备注                                         |
| 第1代                       | 瀋陽侯 | 察罕 | 5年  | 1388年 － 1393年 | 洪武二十一年 － 洪武二十六年 | 海西侯納哈出之子。坐藍玉黨，戍五開死。爵除。 |

### 永義侯
| 大明永義侯（1358年） |        |        |      |                  |                  |                                                |
| 傳位                 | 諡號   | 姓名   | 年數 | 在位時間（公历） | 在位時間（夏历） | 备注                                           |
| 第1代                | 永義侯 | 桑世傑 | 1年  | 1358年           |                  | 追封之爵位。子桑敬封徽先伯，坐藍玉黨死。爵除。 |

## 成祖始封

### 成陽侯
| 大明成陽侯（1402年） |            |      |      |                  |                  |                        |
| 傳位                 | 諡號       | 姓名 | 年數 | 在位時間（公历） | 在位時間（夏历） | 备注                   |
| 第1代                | 忠毅成陽侯 | 張武 | 1年  | 1402年           |                  | 贈潞國公。無子，爵除。 |

### 鎮遠侯
| 大明鎮遠侯（1403年－1644年） |            |        |      |                  |                        |                                                                                  |
| 傳位                         | 諡號       | 姓名   | 年數 | 在位時間（公历） | 在位時間（夏历）       | 备注                                                                             |
| 第1代                        | 武毅鎮遠侯 | 顧成   | 11年 | 1403年－1414年   | 永樂元年 － 永樂十二年 | 贈夏國公。                                                                       |
| 第2代                        | 鎮遠侯     | 顧興祖 |      | 1414年－？       | 永樂十二年 －          | 靖難之役中，因顧成被擒降燕，顧統被誅。顧統之子顧興祖繼承顧成的侯爵爵位。孫淳嗣。 |
| 第3代                        | 鎮遠侯     | 顧淳   |      | ？ －1503年      | ？－弘治十六年         | 卒，無子。其堂弟溥嗣。                                                           |
| 第4代                        | 襄恪鎮遠侯 | 顧溥   |      | ？ －1503年      | ？－弘治十六年         | 子仕隆嗣。                                                                       |
| 第5代                        | 榮靖鎮遠侯 | 顧仕隆 |      | 1503年 －？      | 弘治十六年－？         | 贈太傅。子寰嗣。                                                                 |
| 第6代                        | 鎮遠侯     | 顧寰   |      |                  |                        | 子肇蹟嗣。                                                                       |
| 第7代                        | 鎮遠侯     | 顧肇蹟 |      | ？－1644年       | ？－崇禎末年           | 都陷，爵亡。                                                                     |

### 參寧侯
| 大明參寧侯 |        |      |      |                  |                  |      |
| 傳位       | 諡號   | 姓名 | 年數 | 在位時間（公历） | 在位時間（夏历） | 备注 |
| 第1代      | 參寧侯 | 陳珪 |      |                  |                  |      |

### 西寧侯
| 大明西寧侯（1403年—1644年） |            |        |      |                  |                      |                                                                                  |
| 傳位                        | 諡號       | 姓名   | 年數 | 在位時間（公历） | 在位時間（夏历）     | 备注                                                                             |
| 第1代                       | 西寧侯     | 宋晟   | 4年  | 1403年－ 1407年  | 永樂元年 － 永樂五年 |                                                                                  |
| 第2代                       | 西寧侯     | 宋琥   |      | 1407年－         | 永樂五年 － 宣德年間 | 尚成祖安成公主。洪熙元年，因不敬罪連坐，被奪爵位，并削駙馬都尉官。宣德年間恢復。 |
| 第3代                       | 忠順西寧侯 | 宋瑛   |      |                  | 宣德年間 －          | 尚成祖咸寧公主。瓦剌也先入侵時，戰死。贈鄆國公。                                 |
| 第4代                       | 西寧侯     | 宋傑   |      |                  | 景泰年間－           |                                                                                  |
| 第5代                       | 西寧侯     | 宋誠   |      |                  |                      |                                                                                  |
| 第9代                       | 西寧侯     | 宋裕德 |      | －1644年         | －崇禎末年           | 死流寇難。                                                                       |

### 武安侯
| 大明武安侯 （1403年—明末） |            |      |      |                  |                          |                                      |
| 傳位                       | 諡號       | 姓名 | 年數 | 在位時間（公历） | 在位時間（夏历）         | 备注                                 |
| 第1代                      | 忠毅武安侯 | 鄭亨 | 31年 | 1403年 －1434年  | 永樂元年 － 宣德九年     | 贈漳國公。妾張氏，自經以殉，贈淑人。 |
| 第2代                      | 武安侯     | 鄭能 |      | 1434年 － 1446年 | 宣德九年 － 正統十一年   |                                      |
| 第3代                      | 武安侯     | 鄭宏 |      | 1446年 － 1477年 | 正統十一年 － 成化十三年 |                                      |
| 第4代                      | 武安侯     | 鄭英 |      | 1477年 － 1516年 | 成化十三年 － 正德十一年 |                                      |
| 第5代                      | 武安侯     | 郑纲 |      | 1517年 － ？年   | 正德十二年 － ？         |                                      |

### 武成侯
| 大明武成侯 （1403年—？） |            |      |      |                  |                      |              |
| 傳位                     | 諡號       | 姓名 | 年數 | 在位時間（公历） | 在位時間（夏历）     | 备注         |
| 第1代                    | 武毅武成侯 | 王聰 | 6年  | 1403年 －1409年  | 永樂元年 － 永樂七年 | 追封漳國公。 |
| 第2代                    | 武安侯     | 王琰 |      | 1409年 － ？     | 永樂七年 － ？       |              |

### 安平侯
| 大明安平侯 （1403年—1425年） |            |      |      |                  |                      | |
| 傳位                         | 諡號       | 姓名 | 年數 | 在位時間（公历） | 在位時間（夏历）     | 备注 |
| 第1代                        | 忠壯安平侯 | 李遠 | 6年  | 1403年 －1409年  | 永樂元年 － 永樂七年 | 追封莒國公。子安，嗣伯爵。                                                                                          |
| 第2代                        | 安平侯     | 李安 | 16年 | 1409年 － 1425年 | 永樂七年 － 洪熙元年 | 襲安平伯。后因罪夺去世券 。英宗即位后，起任为都督僉事。正统六年，兵敗被下诏入狱，謫戍獨石，卒。詔授子清都指揮同知。 |

### 保定侯
| 大明保定侯 （1403年—？） |            |      |      |                  |                      | |
| 傳位                     | 諡號       | 姓名 | 年數 | 在位時間（公历） | 在位時間（夏历）     | 备注 |
| 第1代                    | 忠勇保定侯 | 孟善 | 9年  | 1403年 －1412年  | 永樂元年 － 永樂十年 | 追封贈滕國公。                                                                                                 |
| 第2代                    | 保定侯     | 孟瑛 | 13年 | 1412年 － 1425年 | 永樂十年 － 洪熙元年 | 后因其庶兄孟賢在永乐年间谋立朱高燧事而连坐，爵位被夺、毁铁券，戍边云南。英宗即位，授京衛指揮使。卒，子俊嗣官。 |
| 第3代                    | 保定侯     | 孟俊 | 20年 | 1425年 － 1445年 | 洪熙元年 － 正统十年 | 天順初(1457年)，以恩詔與伯爵。                                                                                 |
| 第4代                    | 保定伯     | 孟昂 |      | 1445年 － ？     | 正统十年 － ？       | 襲伯爵。卒，爵除。                                                                                             |

### 同安侯
| 大明同安侯 （1403年—？） |        |      |      |                  |                  |      |
| 傳位                     | 諡號   | 姓名 | 年數 | 在位時間（公历） | 在位時間（夏历） | 备注 |
| 第1代                    | 同安侯 | 火直 |      | 1403年 －？      | 永樂元年 － ？   |      |

### 靖安侯
| 大明靖安侯（1403年—1409年） |        |      |      |                  |                      |                            |
| 傳位                        | 諡號   | 姓名 | 年數 | 在位時間（公历） | 在位時間（夏历）     | 备注                       |
| 第1代                       | 靖安侯 | 王忠 | 6年  | 1403年 －1409年  | 永樂元年 － 永樂七年 | 出塞戰歿，年五十一，爵除。 |

### 永康侯
| 大明永康侯（1403年—明末） |            |        |      |                  |                        |                                                                                      |
| 傳位                      | 諡號       | 姓名   | 年數 | 在位時間（公历） | 在位時間（夏历）       | 备注                                                                                 |
| 第1代                     | 忠烈永康侯 | 徐忠   | 10年 | 1403年 －1413年  | 永樂元年 － 永樂十一年 | 贈蔡國公。                                                                           |
| 第？代                    | 永康侯     | 徐錫登 |      |                  | 崇禎末年               |                                                                                      |
| 末代                      | 永康侯     | 徐錫胤 |      |                  | 崇禎末年               | 無子。爵除。其妻朱氏，成國公純臣女也。夫歿，樓居十余年，不履地。城陷，捧廟主自焚死。 |

### 隆平侯
| 大明隆平侯（1425年—1444年） |            |      |      |                  |                      |            |
| 傳位                        | 諡號       | 姓名 | 年數 | 在位時間（公历） | 在位時間（夏历）     | 备注       |
| 第1代                       | 恭僖隆平侯 | 張信 | 19年 | 1425年 －1444年  | 洪熙元年 － 正统七年 | 贈鄖國公。 |

### 永春侯
| 大明永春侯（1425年—？） |        |      |      |                  |                  |                                      |
| 傳位                    | 諡號   | 姓名 | 年數 | 在位時間（公历） | 在位時間（夏历） | 备注                                 |
| 第1代                   | 永春侯 | 王寧 |      | 1403年 －？      | 永樂元年 － ？   | 尚太祖懷慶公主。後因事連坐下獄被殺。 |

### 廣平侯
| 大明廣平侯（1403年—弘治年�間） |            |      |      |                  |                        | |
| 傳位                           | 諡號       | 姓名 | 年數 | 在位時間（公历） | 在位時間（夏历）       | 备注 |
| 第1代                          | 忠穆廣平侯 | 袁容 |      | 1403年 －？      | 永樂元年 － ？         | 尚成祖永安公主。永樂十五年，公主去世，袁容侯俸祿停供。明宣宗即位后，俸祿依舊。成祖贈沂國公。                     |
| 第2代                          | 廣平侯     | 袁禎 |      |                  |                        | 無子。庶弟瑄，正統初乞嗣。帝曰：「容封以公主恩，禎嗣以公主子。瑄庶子，可長陵衛指揮僉事。」天順元年詔復侯爵，卒。 |
| 第3代                          | 廣平侯     | 袁瑄 | 22年 | 1457年 － 1479年 | 天順元年 － 成化十五年 | 天順元年詔復侯爵，卒。弟琇，成化十五年嗣。                                                                       |
| 第4代                          | 廣平侯     | 袁琇 |      | 1479年 － ？     | 成化十五年 － ？       | 卒。侄輅乞嗣侯，言官持不可。帝曰：「詔書許子孫嗣。輅，容孫也，輅後毋嗣，仍世衛僉事。」                           |
| 第5代                          | 廣平侯     | 袁輅 |      |                  | ？－ 弘治年間          | 卒。子夔，弘治間乞嗣侯。不許。                                                                                   |

### 成安侯
| 大明成安侯（1403年—1423年） |            |      |      |                  |                          |                                            |
| 傳位                        | 諡號       | 姓名 | 年數 | 在位時間（公历） | 在位時間（夏历）         | 备注                                       |
| 第1代                       | 忠壯成安侯 | 郭亮 | 20年 | 1403年 －1423年  | 永樂元年 － 永樂二十一年 | 世伯爵。贈興國公。妾韓氏自經以殉，贈淑人。 |

### 安遠侯
| 大明安遠侯（1370年） |            |      |      |                  |                  |            |
| 傳位                 | 諡號       | 姓名 | 年數 | 在位時間（公历） | 在位時間（夏历） | 备注       |
| 第1代                | 武襄安遠侯 | 蔡遷 |      | 1370年           | 洪武三年         | 追封之爵。 |

### 思恩侯
| 大明思恩侯（1403年—1409年） |        |      |      |                  |                      |      |
| 傳位                        | 諡號   | 姓名 | 年數 | 在位時間（公历） | 在位時間（夏历）     | 备注 |
| 第1代                       | 思恩侯 | 房宽 | 6年  | 1403年 －1409年  | 永樂元年 － 永樂七年 |      |

### 泰寧侯
| 大明泰寧侯 （1403年－1644年） |        |      |      |                  |                  | |
| 傳位                          | 諡號   | 姓名 | 年數 | 在位時間（公历） | 在位時間（夏历） | 备注 |
| 第1代                         | 泰寧侯 | 陳珪 | 17年 | 1403～1419       | 永乐元年～病逝   | 元末加入义军，朱元璋的大将军徐达之部下。出奇的军事天才被燕王赏识，自此成为朱棣主要亲信。明朝建国时任“燕山中护卫”。燕王扫北时期，作为先锋，擒获元太尉乃儿不花，功连进升为从五品。靖难军中战功赫赫，率军“攻克九门，从征雄县，取郑州，击真定，援永平，升本位指挥。以而，克大宁，战坝上，升都指挥监事。”朱棣称帝后封为泰宁侯，朱棣在改建北京，营建皇宫时，任陳珪为建造北京的总指挥，总督北京营建事。安远侯柳升、成山侯王通副之。因不负众望，周密设计，精心施工，指挥有方，深的皇帝信任和器重。官至二品都督府都督同知。死后，追封靖国公。获得成祖（朱棣皇帝）停朝三日的殊荣。 |
| 第2代                         |        |      |      |                  |                  | |
| 第3代                         |        |      |      |                  |                  | |
| 第4代                         |        |      |      |                  |                  | |
| 第5代                         |        |      |      |                  |                  | |
| 第6代                         |        |      |      |                  |                  | |
| 第7代                         |        |      |      |                  |                  | |
| 第8代                         |        |      |      |                  |                  | |
| 第9代                         |        |      |      |                  |                  | |
| 第10代                        |        |      |      |                  |                  | |
| 第11代                        |        |      |      |                  |                  | |
| 第12代                        |        |      |      |                  |                  | |
| 第13代                        |        |      |      |                  |                  | |
| 第14代                        |        |      |      |                  |                  | |

### 金鄉侯
| 大明金鄉侯（1403年） |                |      |      |                  |                  |                                                                                              |
| 傳位                 | 諡號           | 姓名 | 年數 | 在位時間（公历） | 在位時間（夏历） | 备注                                                                                         |
| 第1代                | 忠壯效忠金鄉侯 | 王真 |      | 1403年           | 永樂元年         | 追封之爵位。成祖即位后，追封其為金鄉侯，謚忠壯。明仁宗時，追封其為寧國公，加號效忠。子王通。 |

### 成山侯
| 大明成山侯 （1419年－1428年） |        |      |      |                  |                        | |
| 傳位                          | 諡號   | 姓名 | 年數 | 在位時間（公历） | 在位時間（夏历）       | 备注 |
| 第1代                         | 成山侯 | 王通 | 9年  | 1419年 － 1428年 | 永樂十七年 － 宣德三年 | 宣德三年因安南兵事，遭彈劾。論死下獄奪爵，全家去籍。正統四年特释其为民。明景帝立后，起用任都督僉事，参与京师保卫战。因抵御也先有功劳，晋升为都督同知，家產得归还。景泰三年，死于任上。天順元年詔通子琮嗣成山伯。琮子鏞，成化時賜原券。傳爵至明亡。 |

### 陽武侯
| 大明陽武侯（1420年－1644年） |            |                  |      |                    |                        |                                                    |
| 傳位                         | 諡號       | 姓名             | 年數 | 在位時間（公历）   | 在位時間（夏历）       | 备注                                               |
| 第1代                        | 忠武陽武侯 | 薛祿，原名薛六。 | 10年 | 1420年 － 1430年年 | 永樂十八年 － 宣德五年 | 贈鄞國公。傳爵至明亡。                             |
| 第2代                        | 陽武侯     | 薛詵             |      | 1430年 － ？       | 宣德五年 － ？         |                                                    |
| 第3代                        | 陽武侯     | 薛翰             |      |                    |                        | 無子，族人相爭襲位，久而不得請，后，田宅歸入公家。 |
| 第4代                        | 陽武侯     | 薛翰             |      | 1577年－？         | 萬曆五年 － ？         |                                                    |
| 第5代                        | 陽武侯     | 薛濂             |      | ？－ 1644年        | ？ － 崇禎末年         | 崇禎末年，李自成攻佔京師，薛濂被害，爵位遂亡。     |

### 安遠侯
| 大明安遠侯（1411年－明末） |            |      |      |                  |                      |                                                                                    |
| 傳位                       | 諡號       | 姓名 | 年數 | 在位時間（公历） | 在位時間（夏历）     | 备注                                                                               |
| 第1代                      | 襄湣安遠侯 | 柳升 | 16年 | 1411年 － 1427年 | 永樂八年 － 宣德二年 | 原封安遠伯。永乐八年，晋升为侯爵，仍世袭伯爵。正统十二年，升融國公。               |
| 第2代                      | 武肅安遠侯 | 柳溥 |      |                  |                      |                                                                                    |
| 第3代                      | 武襄安遠侯 | 柳珣 |      |                  |                      | 登庸乞降，加太子太傅。又以討瓊州黎賊功，加少保。卒贈太保，謚武襄。傳至明亡，爵絕。 |

### 富陽侯
| 大明富陽侯（1403年—1424年） |            |        |      |                  |                  | |
| 傳位                        | 諡號       | 姓名   | 年數 | 在位時間（公历） | 在位時間（夏历） | 备注 |
| 第1代                       | 恭敏富陽侯 | 李讓   |      | 1403年 －？      | 永樂元年 － ？   | 尚成祖永平公主。贈景國公。 |
| 第2代                       | 富陽侯     | 李茂芳 |      | ？ －1424年      | ？－ 洪熙元年    | 仁宗即位，以茂芳母子在先帝時有逆謀，廢為庶人，追奪其父讓並三代誥券毀之。是年，茂芳死。正統九年，主薨。天順元年詔與茂芳子輿伯爵。 |

### 寧遠侯
| 大明寧遠侯（1403年—1410年） |        |      |      |                  |                      |                                                |
| 傳位                        | 諡號   | 姓名 | 年數 | 在位時間（公历） | 在位時間（夏历）     | 备注                                           |
| 第1代                       | 寧遠侯 | 何福 | 7年  | 1403年 －1410年  | 永樂元年 － 永樂八年 | 懼彈劾，自縊而亡，爵位被除。一說引疾告终還鄉。 |

### 豐城侯
| 大明豐城侯（1403年—1628年） |            |        |      |                           |                                   |                                        |
| 傳位                        | 諡號       | 姓名   | 年數 | 在位時間（公历）          | 在位時間（夏历）                  | 备注                                   |
| 第1代                       | 剛毅豐城侯 | 李彬   | 19年 | 1403年－1422年            | 永樂元年－永樂二十年              | 贈茂國公。                             |
| 第2代                       | 忠憲豐城侯 | 李賢   | 29年 | 1422年－1451年            | 永樂二十年－景泰二年              | 贈豐國公。                             |
| 第3代                       | 豐城侯     | 李勇   |      | 1451年－？                | 景泰二年－？                      |                                        |
| 第4代                       | 武襄豐城侯 | 李旻   |      | ？－1522年                | ？－嘉靖初年                      | 無子。李彬大將之玄孫李熙繼承爵位。     |
| 第5代                       | 豐城侯     | 李熙   | 31年 | 1522年－1553年            | 嘉靖初年－嘉靖三十一年            | 無子。其從子李儒繼承爵位。             |
| 第6代                       | 豐城侯     | 李儒   |      | 1553年－？                | 嘉靖三十一年－？                  |                                        |
| 第7代                       | 豐城侯     | 李承祚 |      | ？－1628年 1644年－1645年 | ？－崇禎元年 崇禎十七年－隆武元年 | 崇禎元年，被奪去爵位戍邊。十七年復爵。 |
| 第8代                       | 豐城侯     | 李茂先 |      | 1645年－1656年            | 隆武元年－永曆十年                | 起兵被清軍殺。                         |

## 仁宗始封

### 恭順侯
| 大明恭順侯（1425年-1644年） |            |                            |      |                  |                        |                                                                        |
| 傳位                        | 諡號       | 姓名                       | 年數 | 在位時間（公历） | 在位時間（夏历）       | 备注                                                                   |
| 第1代                       | 忠勇恭順侯 | 吳克忠，原名答蘭。蒙古人。 | 24年 | 1425年－1449年   | 洪熙元年－ 正統十四年  | 忠壯國公恭順伯吳允誠之子。土木之變時，其與弟吳克勤俱歿於陣。贈邠國公。 |
| 第2代                       | 忠壯恭順侯 | 吳瑾                       | 12年 | 1449年－1461年   | 正統十四年 － 天顺五年 | 吳克勤之子。贈涼國公。                                                 |
| 末代                        | 恭順侯     | 吳惟英                     |      | ？－1644年       | ？－ 崇禎末年          | 吳允誠七世孫、吳克勤六世孫、吳瑾五世孫。崇禎末，都城陷，舉家自縊。     |

## 宣宗始封

### 清平侯
| 大明清平侯（1425年-1433年） |            |                  |      |                  |                     |            |
| 傳位                        | 諡號       | 姓名             | 年數 | 在位時間（公历） | 在位時間（夏历）    | 备注       |
| 第1代                       | 壯勇清平侯 | 吳成，初名買驢。 | 8年  | 1425年－1433年   | 宣德初年－ 宣德八年 | 贈渠國公。 |

### 安陽侯
| 大明安陽侯 |        |      |      |                  |                  |      |
| 傳位       | 諡號   | 姓名 | 年數 | 在位時間（公历） | 在位時間（夏历） | 备注 |
| 第1代      | 安陽侯 | 郭義 |      |                  |                  |      |

### 安順侯
| 大明安順侯（1425年-?） |            |                                      |      |                  |                     |                                                                                        |
| 傳位                   | 諡號       | 姓名                                 | 年數 | 在位時間（公历） | 在位時間（夏历）    | 备注                                                                                   |
| 第1代                  | 忠勇安順侯 | 薛貴，本名脫火赤，薛斌之弟，蒙古族。 | 5年  | 1425年－1430年   | 宣德初年－ 宣德六年 | 永樂二十年，封安順伯，祿九百石。宣德元年進侯。死後，贈濱國公。無子，從子山嗣為指揮使。 |
| 第2代                  | 安順侯     | 薛山                                 |      | 1430年－？       | 宣德六年－ ？       | 天順改元，以復辟恩，命山子忠嗣伯。卒，子瑤嗣。弘治中卒，子昂降襲指揮使。               |

## 英宗始封

### 定西侯
| 大明定西侯（1442年－？） |            |      |      |                  |                        |                                          |
| 傳位                     | 諡號       | 姓名 | 年數 | 在位時間（公历） | 在位時間（夏历）       | 备注                                     |
| 第1代                    | 武勇定西侯 | 蔣貴 | 7年  | 1442年－ 1449年  | 正統七年 － 正統十四年 | 正統二年賜伯爵，七年進侯。逝後贈涇國公。 |
| 第2代                    | 敏毅定西侯 | 蔣琬 |      | 1449年－？       | 正統十四年 － ？       | 逝後贈涼國公。                           |
| 第3代                    | 定西侯     | 蔣驥 |      |                  |                        |                                          |

## 代宗始封

### 鉅鹿侯
| 大明鉅鹿侯（1449年） |        |      |      |                  |                  |                    |
| 傳位                 | 諡號   | 姓名 | 年數 | 在位時間（公历） | 在位時間（夏历） | 备注               |
| 第1代                | 鉅鹿侯 | 崔元 |      | 1449年           | 正統十四年       | 以土木死事，贈侯。 |

## 英宗始封

### 寧遠侯
| 大明寧遠侯( 1457年 － 明末) |            |      |      |                  |                     | |
| 傳位                        | 諡號       | 姓名 | 年數 | 在位時間（公历） | 在位時間（夏历）    | 备注 |
| 第1代                       | 忠僖寧遠侯 | 劉安 |      | 1457年－         | 天順初年 －成化年間 | 繼承其父劉榮廣寧伯爵位。明英宗發動奪門之變后，再封其寧遠侯，并世襲，再增俸祿三百石。曹石之亂時，劉安受傷，加封為太子少傅。成化年間去世，贈嶧國公。傳爵至明亡。 |

## 宪宗始封

### 武靖侯
| 大明武靖侯（1467年－1486年） |            |      |      |                  |                        |                                                                                                |
| 傳位                         | 諡號       | 姓名 | 年數 | 在位時間（公历） | 在位時間（夏历）       | 备注                                                                                           |
| 第1代                        | 恭肅武靖侯 | 趙輔 | 19年 | 1467年－1486年   | 成化三年－成化二十二年 | 成化元年封武靖伯。逝後贈容國公。子承慶嗣伯，協守南京。四傳至玄孫光遠，萬歷中鎮湖廣。明亡乃絕。 |

## 世宗始封

### 京山侯
| 大明京山侯 |        |      |      |                  |                  |              |
| 傳位       | 諡號   | 姓名 | 年數 | 在位時間（公历） | 在位時間（夏历） | 备注         |
| 第1代      | 京山侯 | 崔元 |      |                  |                  | 以迎駕功侯。 |

### 壽寧侯
| 大明壽寧侯 |        |        |      |                  |                  |                            |
| 傳位       | 諡號   | 姓名   | 年數 | 在位時間（公历） | 在位時間（夏历） | 备注                       |
| 第1代      | 壽寧侯 | 張鶴齡 |      |                  |                  | 張太后之兄。流爵，非世襲。 |

### 新建侯
| 大明新建侯 |            |        |      |                  |                  |                                                                                        |
| 傳位       | 諡號       | 姓名   | 年數 | 在位時間（公历） | 在位時間（夏历） | 备注                                                                                   |
| 第1代      | 文成新建侯 | 王守仁 |      | 1529年           | 嘉靖七年         | 卒後，朝廷予諡文成，贈光禄大夫、柱国、新建伯，后又追封为新建侯，万历十二年从祀于孔庙。 |

### 咸寧侯
| 大明咸寧侯（？－1552年） |        |      |      |                  |                   |                    |
| 傳位                     | 諡號   | 姓名 | 年數 | 在位時間（公历） | 在位時間（夏历）  | 备注               |
| 第1代                    | 咸寧侯 | 仇鸞 |      | ？－1552年       | ？－ 嘉靖三十一年 | 祖父仇钺為咸寧伯。 |

### 怀远侯
| 大明怀远侯（1532年－1644年） |        |        |      |                  |                           |                               |
| 傳位                         | 諡號   | 姓名   | 年數 | 在位時間（公历） | 在位時間（夏历）          | 备注                          |
| 第8代                        | 怀远侯 | 常玄振 | 18年 | 1532年－1549年   | 嘉靖十一年－ 嘉靖二十八年 | 八世祖常遇春為鄂国公·开平王。 |
| 第9代                        | 怀远侯 | 常文济 | 32年 | 1549年－1580年   | 嘉靖二十八年－ 万历八年   |                               |
| 第10代                       | 怀远侯 | 常胤绪 | 59年 | 1582年－1640年   | 万历十年－ 崇祯十三年     |                               |
| 第11代                       | 怀远侯 | 常明良 |      |                  |                           | 追封                          |
| 第12代                       | 怀远侯 | 常延龄 |      | ？               | 崇祯末年                  |                               |

### 临淮侯
| 大明临淮侯（1532年－1644年） |        |        |      |                  |                          |                        |
| 傳位                         | 諡號   | 姓名   | 年數 | 在位時間（公历） | 在位時間（夏历）         | 备注                   |
| 第6代                        | 临淮侯 | 李性   | 3年  | 1532年－1534年   | 嘉靖十一年－ 嘉靖十三年  | 六世祖李文忠為曹国公。 |
| 第5代                        | 临淮侯 | 李沂   | 3年  | 1534年－1536年   | 嘉靖十三年－ 嘉靖十五年  |                        |
| 第6代                        | 临淮侯 | 李庭竹 | 40年 | 1536年－1575年   | 嘉靖十五年－ 万历三年    |                        |
| 第7代                        | 临淮侯 | 李言恭 | 25年 | 1575年－1599年   | 万历三年－万历二十七年   |                        |
| 第8代                        |        | 李宗城 |      |                  |                          | 不得袭                 |
| 第9代                        | 临淮侯 | 李邦镇 | 13年 | 1610年－1622年   | 万历三十八年 － 天启二年 |                        |
| 第10代                       | 临淮侯 | 李弘济 |      | 1639年左右       | 崇祯十二年左右           |                        |

### 定远侯
| 大明定远侯（1532年－1644年） |        |        |      |                  |                            |                      |
| 傳位                         | 諡號   | 姓名   | 年數 | 在位時間（公历） | 在位時間（夏历）           | 备注                 |
| 第6代                        | 定远侯 | 邓继坤 | 25年 | 1532年－1556年   | 嘉靖十一年－ 嘉靖三十五年  | 六世祖邓愈為卫国公。 |
| 第7代                        | 定远侯 | 邓祖锡 | 3年  | 1557年－1559年   | 嘉靖三十六年－嘉靖三十八年 |                      |
| 第9代                        |        | 邓世栋 | 17年 | 1572年－1588年   | 隆庆六年 － 万历十六年     |                      |
| 第10代                       | 定远侯 | 邓绍煜 | 31年 | 1597年－1627年   | 万历二十五年 － 天启七年   |                      |
| 第11代                       | 定远侯 | 邓文明 | 17年 | 1628年－1644年   | 崇祯元年 － 崇祯十七年     |                      |

### 灵璧侯
| 大明灵璧侯（1532年－1644年） |        |        |      |                  |                            |                      |
| 傳位                         | 諡號   | 姓名   | 年數 | 在位時間（公历） | 在位時間（夏历）           | 备注                 |
| 第6代                        | 灵璧侯 | 汤绍宗 |      | 1532年－ ？      | 嘉靖十一年－ ？            | 六世祖汤和為信国公。 |
| 第7代                        | 灵璧侯 | 汤佑贤 | 16年 | 1535年－1550年   | 嘉靖十四年－ 嘉靖二十九年  |                      |
| 第8代                        | 灵璧侯 | 汤世隆 | 27年 | 1560年－1586年   | 嘉靖三十九年－ 万历十四年  |                      |
| 第9代                        | 灵璧侯 | 汤之诰 | 21年 | 1587年－1607年   | 万历十五年 － 万历三十五年 |                      |
| 第10代                       | 灵璧侯 | 汤国祚 |      | 1612年－？       | 万历四十年－ 崇祯三年后    |                      |
| 第10代                       | 灵璧侯 | 汤国祥 |      |                  | 崇祯年间                   |                      |
| 第11代                       | 灵璧侯 | 汤文琼 |      |                  | 崇祯年间                   |                      |